# Municipio de Walnut (condado de Palo Alto)
El municipio de Walnut (en inglés: Walnut Township) es un municipio ubicado en el condado de Palo Alto en el estado estadounidense de Iowa. En el año 2010 tenía una población de 1071 habitantes y una densidad poblacional de 11,66 personas por km².

## Geografía
El municipio de Walnut se encuentra ubicado en las coordenadas 43°12′44″N 94°44′16″O / 43.21222, -94.73778. Según la Oficina del Censo de los Estados Unidos, el municipio tiene una superficie total de 91.88 km², de la cual 91,88 km² corresponden a tierra firme y (0 %) 0 km² es agua.

## Demografía
Según el censo de 2010, había 1071 personas residiendo en el municipio de Walnut. La densidad de población era de 11,66 hab./km². De los 1071 habitantes, el municipio de Walnut estaba compuesto por el 98,69 % blancos, el 0,28 % eran afroamericanos, el 0,19 % eran amerindios, el 0,37 % eran de otras razas y el 0,47 % eran de una mezcla de razas. Del total de la población el 1,21 % eran hispanos o latinos de cualquier raza.